# Ziemia Coatsów

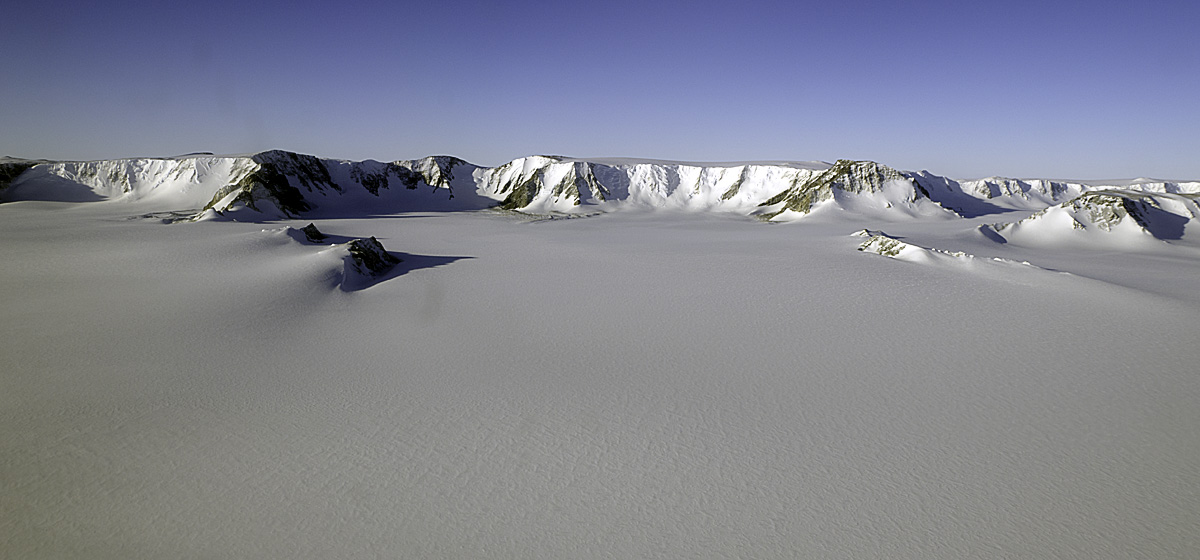
Góry Shackletona (2011)

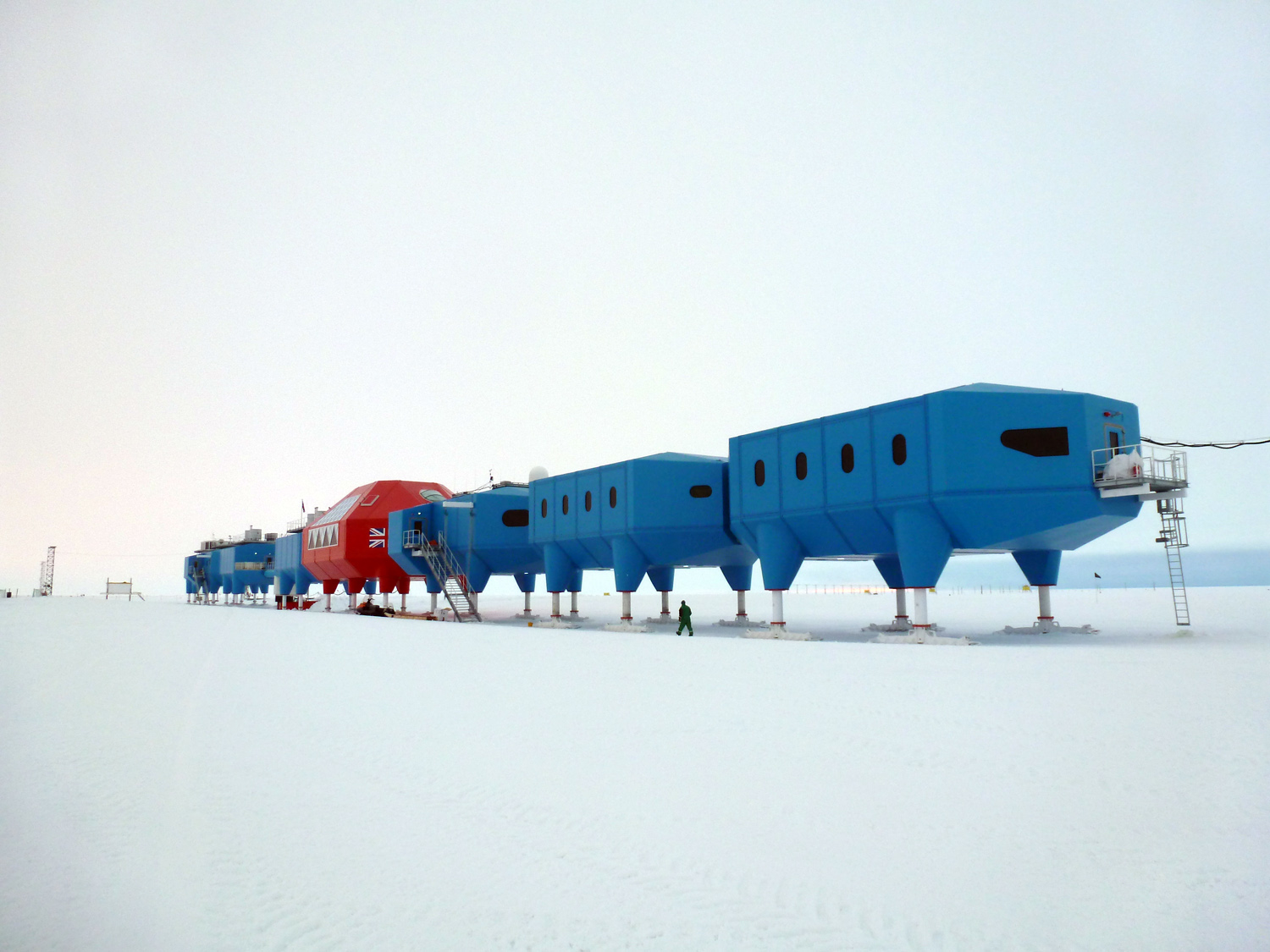
Brytyjska stacja badawcza Halley (2012)

Ziemia Coatsów (ang. Coats Land, hiszp. Tierra de Coats) – region w Antarktydzie Wschodniej nad południowo-wschodnim brzegiem Morza Weddella, między Ziemią Królowej Maud na wschodzie a Lodowcem Szelfowym Filchnera na południowym zachodzie.
Znajdują się tu dwie stacje badawcze – argentyńska Belgrano II i brytyjska Halley.
Roszczenia terytorialne wobec wschodniej części Ziemi Coatsów wysuwa Norwegia, zachodniej Argentyna a wobec środkowej Wielka Brytania.

## Nazwa
Ziemia Coatsów została nazwana na cześć braci Jamesa Coatsa (1841–1912) i Andrew Coatsa (1862–1930), których przedsiębiorstwa wsparły finansowo Szkocką Narodową Wyprawę Antarktyczną (ang. Scottish National Antarctic Expedition, SNAE) w latach 1902–1904  .

## Geografia
Region w Antarktydzie Wschodniej nad południowo-wschodnim brzegiem Morza Weddella, między Ziemią Królowej Maud na wschodzie a Lodowcem Szelfowym Filchnera na południowym zachodzie . Rozciąga się przez około 500 km  z północnego wschodu na południowy zachód między 20°00'W a 36°00'W .
Obejmuje wybrzeża — Leopolda i Cairda . Główne wzniesienia to Theron Mountains, Góry Shackletona i Whichaway Nunataks. 
Na Ziemi Coatsów znajdują się argentyńska stacja badawcza Belgrano II i brytyjska Halley.  

## Historia
Północno-wschodnia część Ziemi Coatsów została odkryta przez Williama Speirsa Bruce’a (1867–1921), kierownika Szkockiej Narodowej Wyprawy Antarktycznej (ang. Scottish National Antarctic Expedition, SNAE) w latach 1902–1904 . 3 marca 1904 roku Bruce dostrzegł ze statku ląd, który nazwał Ziemią Coatsów . W latach 1911–1912 Druga Niemiecka Wyprawa Antarktyczna (niem. Zweite Deutsche Antarktisexpedition) odkryła dalsze tereny Ziemi Coatsów na zachodzie . W grudniu 1914 roku i w styczniu roku 1915 Ernest Shackleton (1874–1922) odkrył tereny na południu . 
W 1957 roku Trans-Antarktyczna Ekspedycja Wspólnoty Narodów (ang. Commonwealth Trans-Antarctic Expedition) przeprowadziła badania w regionie Theron Mountains, Góry Shackletona i Whichaway Nunataks.

## Polityka
Roszczenia do wschodniej części Ziemi Coatsów wysuwa Norwegia, do zachodniej Argentyna a do środkowej Wielka Brytania . Wraz z podpisaniem Układu Antarktycznego, roszczenia te zostały „zamrożone”